# Ондердонк, Роберт
Роберт Ондердонк (англ. Robert Jenkins Onderdonk; 1852—1917) — американский художник и педагог, отец Джулиана Ондердонка. За большой вклад в развитие искусства и живописи в Техасе, известен как «декан техасских художников».

## Биография
Родился 16 января 1852 года в городе Кейтонсвилл, штат Мэриленд. Происходил из культурной голландской семьи. Его отец был директором школы Сейнт Джеймс.
Изучал искусство в Национальной академии дизайна и Лиге студентов-художников Нью-Йорка в 1870-х годах. Среди его учителей были Уильям Чейз и Джеймс Беквит.
В 1878 году Роберт Ондердонк отправился в Техас, где в 1881 году женился на Эмили Гулд (англ. Emily Gould); у них было трое детей. Роберт начал писать портреты богатых граждан Техаса, чем зарабатывал достаточно средств, даже для путешествия по Европе. До конца жизни жил в городе Сан-Антонио, Техас — писал и учил живописи. Здесь он основал творческое объединение женщин-художников — Van Dyck club, который позже стал San Antonio Arts League, где его дочь Элеонора была организатором и важным членом лиги. В 1893 году в Далласе художник стал соучредителем Лиги студентов-художников Далласа, ученики которой выставляли свои картины на ежегодной ярмарке штата Техас в Далласе.

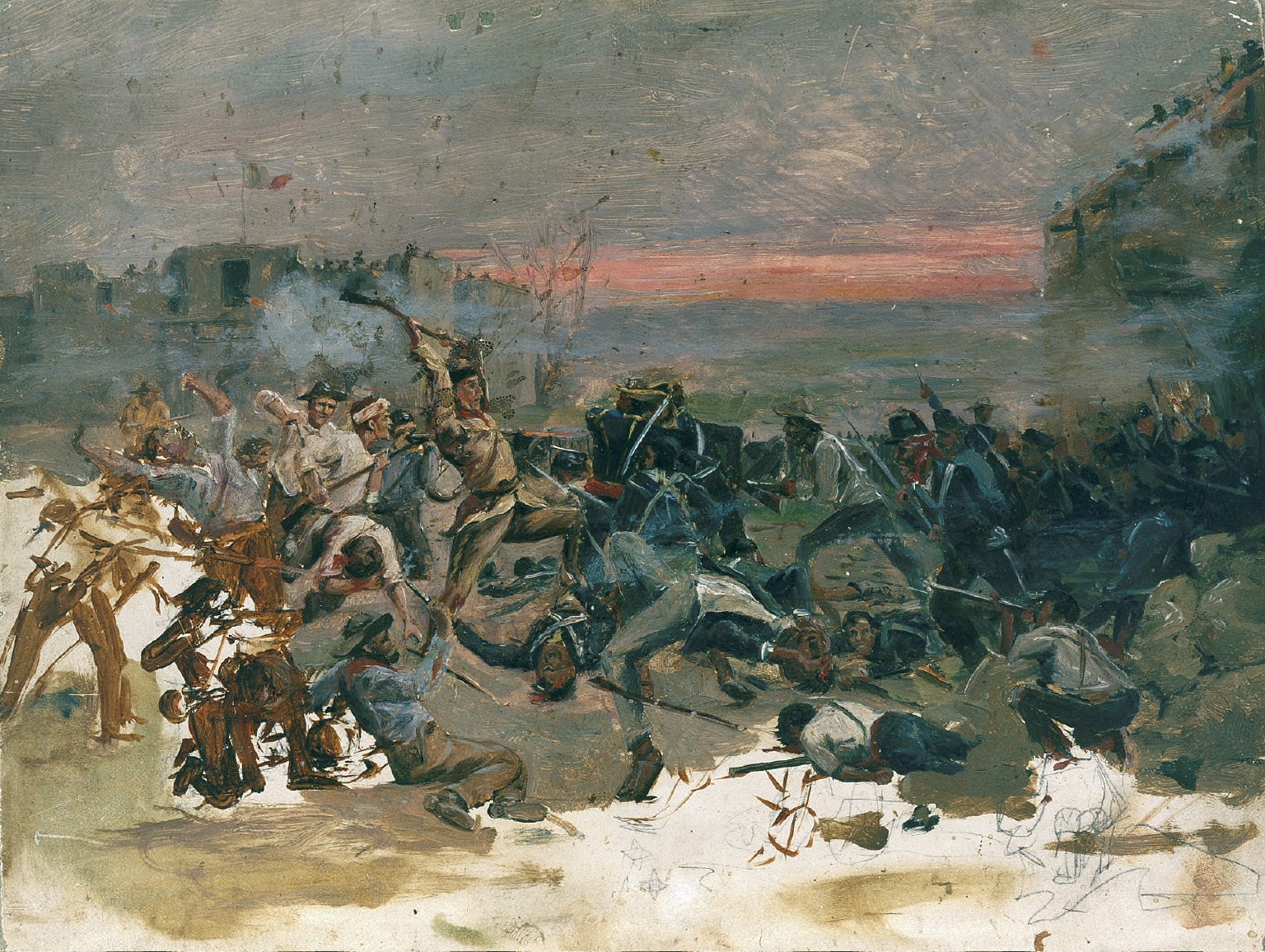
Sketch for Fall of The Alamo

Один из шедевров Ондердонка — картина Sketch for Fall of The Alamo была показана в 1904 году на Всемирной выставке в Сент-Луисе и в настоящее время хранится в Texas State Archives. В центре этого полотна изображен Дэви Крокетт — американский путешественник и политик, ставший героем фольклора США.
Умер 2 июля 1917 года в Сан-Антонио, штат Техас, и был похоронен на кладбище Alamo Masonic Cemetery.
Двое детей Роберта Ондердонка также оставили свой след в искусстве Техаса:
- Элеонора (1884—1964) — была художником-миниатюристом,
- Джулиан (1882—1922) — стал известным художником.

Некоторые работы
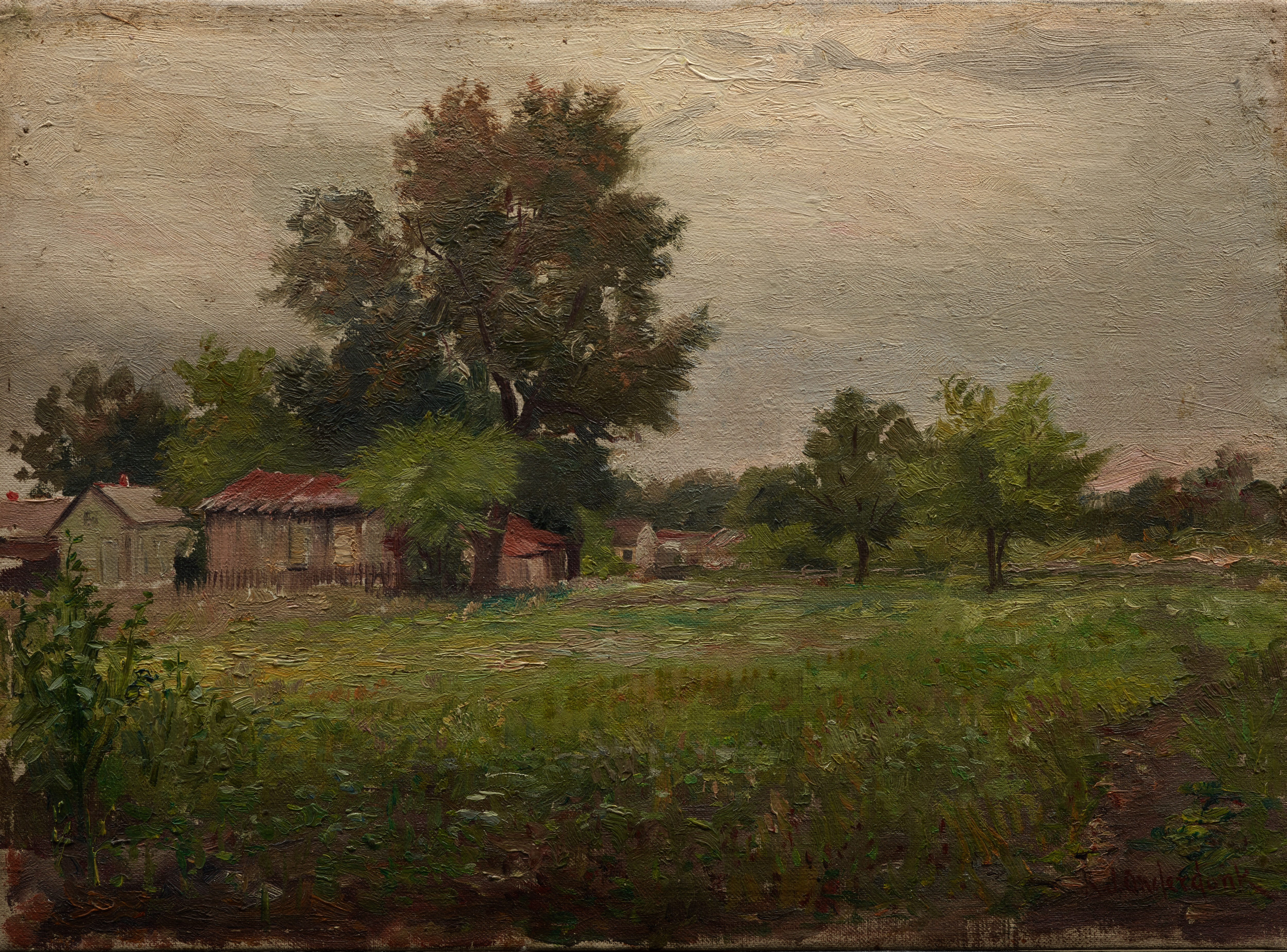
Farm Near Kerrville
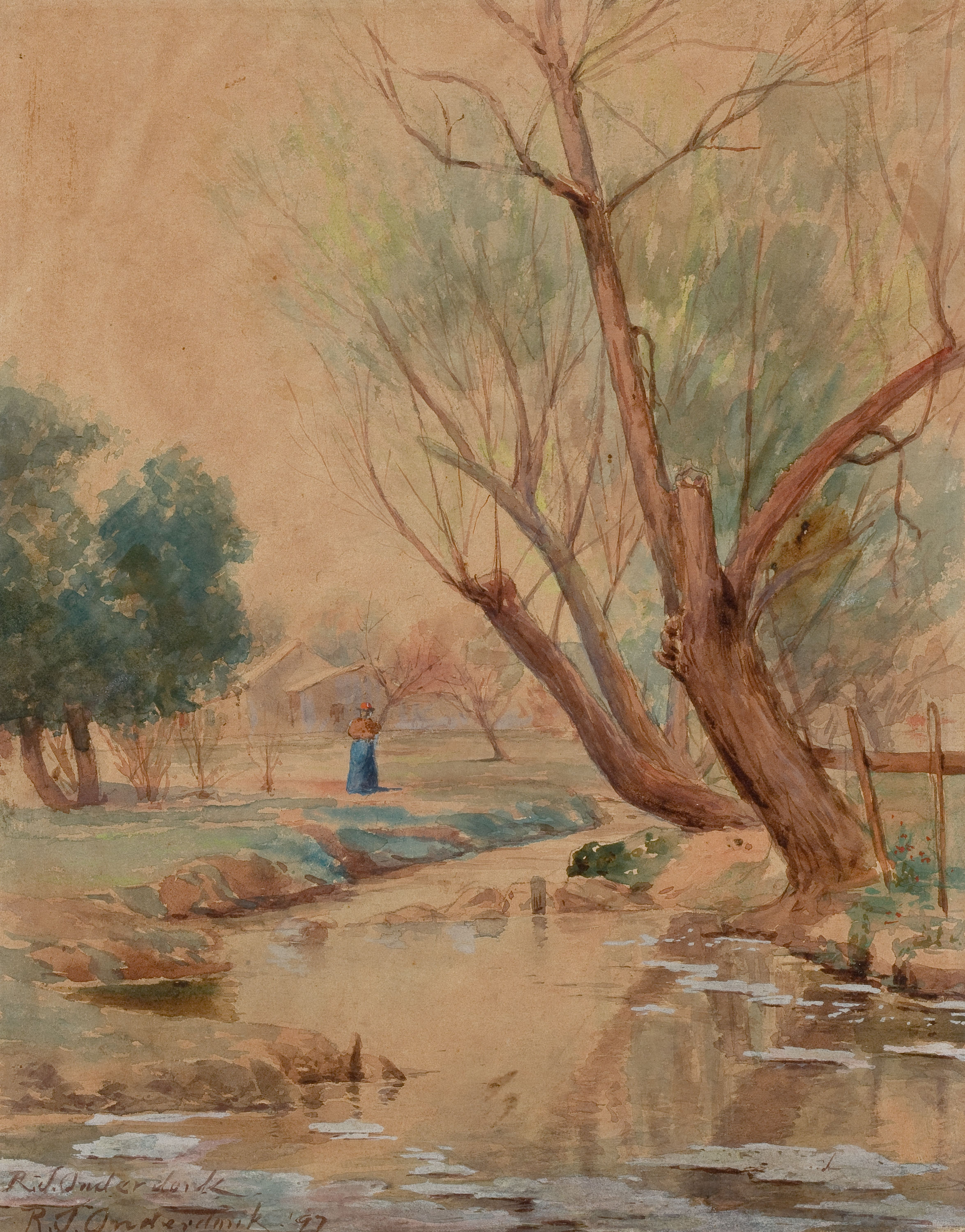
Landscape with Figure and Stream
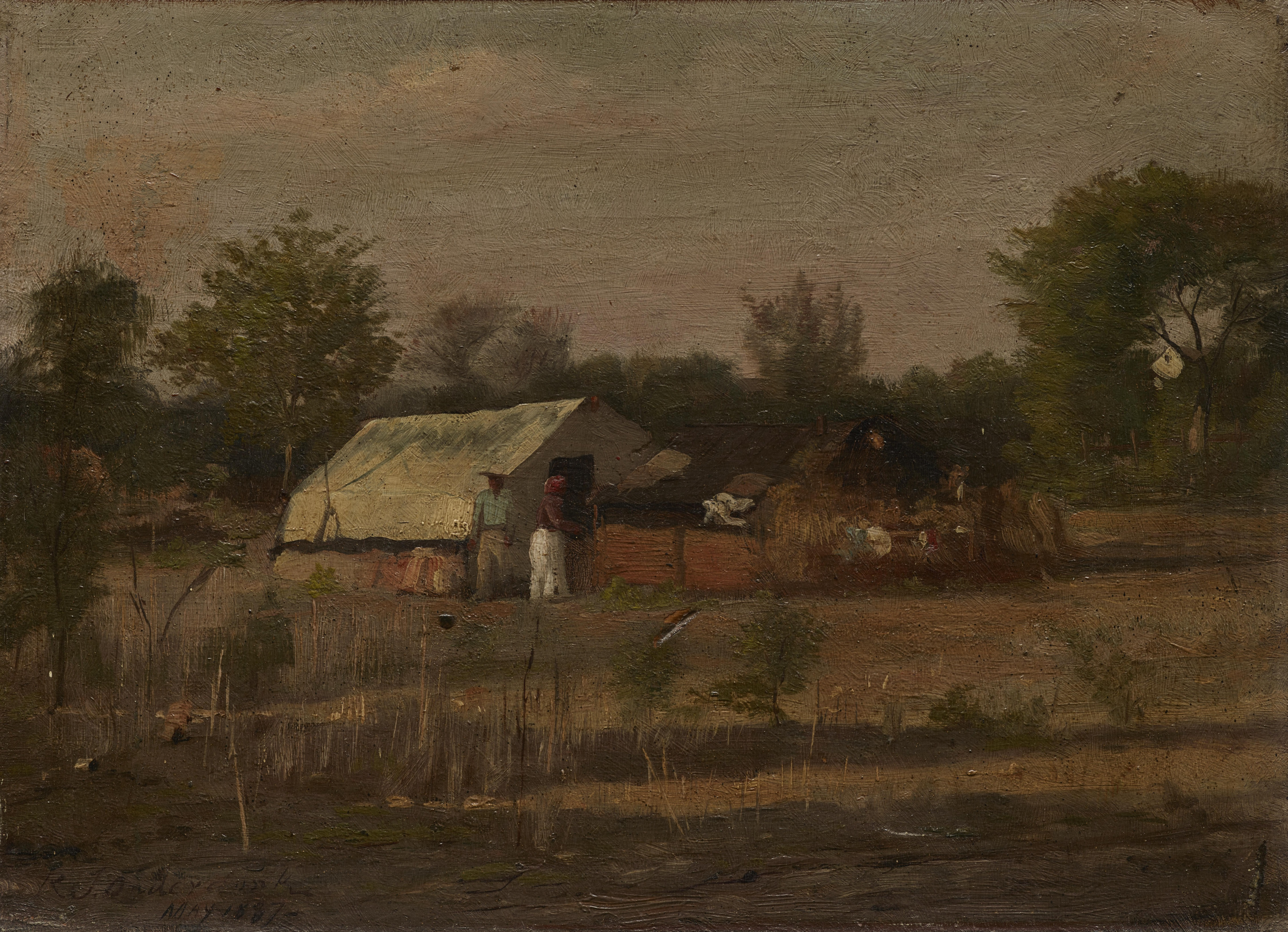
Mexican Jacal